# Трирский диалект
Трирский диалект (нем. Trierisch; также — Trierer Platt) — немецкий диалект, распространённый в городе Трир (Рейнланд-Пфальц). Принадлежит к мозельско-франкским диалектам.
Единого трирского диалекта нет в самом Трире, несмотря на его сравнительно небольшую распространённость. Диалекты, которые окружают Трир, как правило, не городские, вышедшие из сельских разговорных вариантов, имеют малое отношение к городскому диалекту и как трирский носителями не обозначаются. В начале XIX века, когда Трир отошёл к Пруссии, диалект оказался подверженным влиянию берлинского диалекта.

## Примеры
- Helmut Haag: Plädoyer für den Porz
- Helmut Leiendecker: Schnäägen
- Lieselotte Haupers: Dä Landbriefträjer